# Свети Йоан Кръстител (Еани)
„Свети Йоан Кръстител“ (на гръцки: Αγίου Ιωάννη Προδρόμου) е православна църква, разположена на скалист хълм северноизточно от кожанското село Еани (Каляни), Егейска Македония, Гърция, част от Сервийската и Кожанска епархия.
В архитектурно отношение представлява поствизантийски еднокорабен храм. Има запазени стенописи от втората половина на XIX век на северната стена на олтара, дело на зограф от Самаринската художествена школа. Храмът е разширен и обновен в 1960 година. В 1997 година църквата е обявена за защитен паметник.